# Rachel Schneider
Rachel Schneider (Sanford, Maine; 18 de julio de 1991) es una atleta estadounidense, especialista en carreras de media y larga distancia.

## Carrera
Nacida y criada en Sanford (Maine), Schneider comenzó a correr en pista en la escuela secundaria, mientras asistía a la St. Thomas High School en Dover (Nuevo Hampshire). Asistió a la Universidad de Georgetown, donde se convirtió en campeona de la Big East Conference, poseedora de récords escolares y ganadora de múltiples honores All-American. Después de completar un título de posgrado en Georgetown, se trasladó a Flagstaff (Arizona), donde estuvo ligada al club Bowerman Track Club, donde compartió plantel con atletas como Shelby Houlihan, Courtney Frerichs, Vanessa Fraser, Karissa Schweizer, Elise Cranny o Gabriela DeBues-Stafford.
Desde el 24 de mayo de 2021, Rachel ha corrido la quinta milla más rápida de todos los tiempos de las mujeres de Estados Unidos con 4:20,91 (en el Stade Louis II de Mónaco), la undécima mejor carrera estadounidense de todos los tiempos de 5000 metros con 14:52,04 minutos (en Irvine, California), y la décima mejor carrera estadounidense de todos los tiempos de 10 000 metros con 31:09,79 minutos (en San Juan Capistrano, California).
En 2019, compitió en los 5000 metros femeninos del Campeonato Mundial de Atletismo celebrado en Doha (Catar), donde no pasó a la final, quedando decimotercera con una marca de 14:55,98 minutos. En 2021, ganó el campeonato de milla en ruta de la USATF.
El 21 de junio de 2021 quedó tercera en las pruebas olímpicas de Estados Unidos en los 5000 metros femeninos, con lo que se clasificó para los Juegos Olímpicos de Tokio 2020. Nueve días más tarde, compitió en las preliminares olímpicas de los 5000 metros femeninos y se situó en el puesto 17.º de la general, quedando a dos puestos de pasar a la final, que sí consiguió quien fuera su compañera de equipo, Elise Cranny.

## Resultados

### Por temporada
| Representando a Estados Unidos | Representando a Estados Unidos         | Representando a Estados Unidos | Representando a Estados Unidos | Representando a Estados Unidos | Representando a Estados Unidos |
| ------------------------------ | -------------------------------------- | ------------------------------ | ------------------------------ | ------------------------------ | ------------------------------ |
| Año                            | Competición                            | Lugar                          | Puesto                         | Modalidad                      | Marca                          |
| 2010                           | Campeonato Mundial Júnior de Atletismo | Moncton                        | 19.ª                           | 1500 m                         | 4:20,99 min.                   |
| 2015                           | Liga de Diamante - Aniversary Games    | Londres                        | 7.ª                            | 1500 m                         | 4:08,60 min.                   |
| 2015                           | Campeonato Nacac                       | San José                       | 1.ª                            | 1500 m                         | 4:14,78 min.                   |
| 2018                           | Copa Mundial de Atletismo              | Londres                        | 2.ª                            | 1500 m                         | 4:08,04 min.                   |
| 2018                           | Campeonato Nacac                       | Toronto                        | 4.ª                            | 1500 m                         | 4:09,50 min.                   |
| 2018                           | Campeonato Nacac                       | Toronto                        | 1.ª                            | 5000 m                         | 15:26,19 min.                  |
| 2019                           | The Match Europe vs. USA               | Minsk                          | 2.ª                            | 3000 m                         | 9:00,77 min.                   |
| 2019                           | Campeonato Mundial de Atletismo        | Doha                           | 13.ª                           | 5000 m                         | 14:55,98 min.                  |
| 2021                           | Juegos Olímpicos                       | Tokio                          | 17.ª                           | 5000 m                         | 15:00,07 min.                  |

### Mejores marcas
| Disciplina              | Marca         | Lugar               | Fecha                  |
| ----------------------- | ------------- | ------------------- | ---------------------- |
| 800 metros              | 2:01,98 min.  | Tempe               | 7 de abril de 2018     |
| 1500 metros             | 4:02,26 min.  | Mónaco              | 12 de julio de 2019    |
| 3000 metros             | 8:53,02 min.  | Eugene              | 20 de agosto de 2021   |
| 5000 metros             | 14:52,04 min. | Irvine              | 15 de mayo de 2021     |
| 10 000 metros           | 31:09,79 min. | San Juan Capistrano | 5 de diciembre de 2020 |
| Media maratón           | 1:16:24 h.    | Washington D. C.    | 14 de marzo de 2015    |
| 4 x 400 metros relevos  | 3:43,97 min.  | Fairfax             | 12 de abril de 2014    |
| 4 x 800 metros relevos  | 8:26,47 min.  | Filadelfia          | 30 de abril de 2011    |
| 4 x 1500 metros relevos | 17:25,65 min. | Filadelfia          | 29 de abril de 2011    |